# Geiseltal
Koordinaten: 51° 18′ 27,7″ N, 11° 52′ 9,1″ O
Das Geiseltal ist eine Landschaft in Sachsen-Anhalt westlich von Merseburg im Landkreis Saalekreis. Namensgeber ist die in Mücheln entspringende Geisel, ein knapp 17 km langer Nebenfluss der Saale. Hauptorte sind Braunsbedra und Mücheln.

## Geologie
Das Geiseltal ist 15 km lang (WNW-OSO) und fünf Kilometer breit. Es wird im Norden durch den flachen Merseburger Buntsandsteinsattel und im Süden durch das Müchelner Muschelkalkplateau der Querfurt-Freyburger Mulde begrenzt. Die Neumark-Hauptschwelle teilt es in zwei etwa gleich große Bereiche.
Der Untergrund besteht weitgehend aus perm-zeitlichen Ablagerungen, wie Rotliegendem (vor 302 bis 257 Millionen Jahren) und Zechstein (vor 257 bis 251 Millionen Jahren), denen triassische Sedimente, überwiegend des Buntsandsteins (vor 251 bis 243 Millionen Jahren) und Muschelkalks (vor 243 bis 235 Millionen Jahren) aufliegen. Durch Auslaugung des Zechstein-Steinsalzes, aber auch tektonischen Bewegungen und chemischen Verwitterung des Muschelkalks kam es zu Senkungsbewegungen dieser Sedimente, vor allem im Alttertiär (vor 65 bis 23 Millionen Jahren), was zur Bildung einer Beckenstruktur im heutigen Geiseltal führte. 
Damit kann das Geiseltal prinzipiell als Senkungsgebiet angesprochen werden, wobei in Diskussion ist, wie dieser Prozess genau abgelaufen ist.
Im frühen Tertiär, hauptsächlich im Eozän (vor 56 bis 34 Millionen Jahren) lag das Geiseltal nahe der Küste eines einstigen Meeres. Das damalige subtropische Klima und die starke Bewaldung förderte eine intensive Braunkohlebildung in den küstennahen Mooren und Teichen, ein Prozess der etwa fünf bis maximal acht Millionen Jahre in Anspruch nahm und durch die Aufschiebung von Erzgebirge, Vogtland und Harz unterstützt wurde. Mehrere Flöze sind nachgewiesen, die unteren enthielten die bedeutende Geiseltalfauna.
Im Pleistozän wurde das Geiseltal während der Elster-Kaltzeit (vor 400.000 bis 335.000 Jahren) zweimal vom Inlandeis überfahren. In der darauffolgenden Holstein-Warmzeit (vor 335.000 bis 320.000 Jahren) wurden die abgelagerten glazialen Sedimente fast vollständig wieder erodiert und die Unstrut verlagerte ihren Lauf bis in das Geiseltal. Aus der Holstein-Warmzeit sind von den sogenannten Körbisdorfer Schottern der Unstrut nur spärliche Reste im ehemaligen Tagebaufeld Neumark-Süd sowie im Interglazialbecken Neumark-Nord 3 bei Frankleben, siehe weiter unten, bekannt geworden. 
Mit Beginn der Saale-Kaltzeit vor etwa 320.000 Jahren begann die Unstrut in ihrem Flussbett die sogenannte Hauptterrasse aufzuschottern. Der erste Inlandeisvorstoß der Saale-Kaltzeit hat das Geiseltal erneut überfahren und einen mehrere Meter mächtigen Geschiebemergel sowie Bänderton und Schmelzwassersand abgelagert. Der zweite saalezeitliche Eisvorstoß erreichte das Geiseltal wahrscheinlich nicht mehr. In diesem Zeitabschnitt wurde die Grundmoräne des ersten Eisvorstoßes in erheblichen Teilen wieder abgetragen und Löß abgelagert.
Infolge des Auftauens des Permafrostbodens kam es durch Mollisoldiapirismus am Nordostrand der Geiseltalsenke im Tagebaurandfeld Neumark-Nord zur Bildung abflussloser Senken. Im größten, 400 m breiten und bis 600 m langen Becken wurde eine bis 20 m mächtige Serie aus überwiegend limnischen warmzeitlichen und kaltzeitlichen Sedimenten abgelagert. Den oberen Abschluss bildete eine Folge von Infusionslößen, lokal mit Humushorizonten.
Darauf lagerte diskordant ein mehrere Meter mächtiger Schotter der Geisel und ein bis 5 m mächtiger fossilfreier Löß der Weichsel-Kaltzeit. Dieses Becken, mit „Neumark-Nord 1“ oder „Interglazialbecken NN 1“ oder „Becken N.-N. 1“ oder wie im Folgenden mit „Becken NN 1“ bezeichnet, erwies sich als überregional bedeutsam für die stratigraphische Gliederung. Die reiche Fundstätte der pleistozänen Fauna und Flora ist Gegenstand einer Vielzahl von Publikationen, von denen im Folgenden nur eine Auswahl berücksichtigt werden kann.
Mit der Entdeckung im Jahre 1985 begann eine intensive geologische Untersuchung, in deren Ergebnis ein eemwarmzeitliches Alter angezweifelt wurde. Auch die Pollenanalyse ergab für den warmzeitlichen Teil ein von den bekannten Vorkommen der Eem-Warmzeit abweichendes Bild. Ebenso war die Aussage der Ostrakodenfauna nicht mit den bekannten eemwarmzeitlichen und weichselkaltzeitlichen Vorkommen in Übereinstimmung zu bringen. Übereinstimmungen fanden sich hingegen mit dem Interglazial von Grabschütz, für das bereits eine Stellung in einer Warmzeit zwischen der Saale-Vereisung und der Eem-Warmzeit geschlussfolgert und für die der Name „Grabschütz-Warmzeit“ vorgeschlagen worden war.
Das von der offiziellen stratigraphischen Gliederung des Zeitabschnitts zwischen der Holstein-Warmzeit und der Eem-Warmzeit, des sogenannten Saale-Komplexes, abweichende Ergebnis löste Widerspruch aus. Die Ablehnung wurde ausschließlich mit relativ geringen Unterschieden zum Pollenprofil der Eem-Warmzeit begründet, alle anderen Indizien blieben unberücksichtigt und ebenso die schon früher geäußerten Zweifel an der Eignung der Pollenanalyse für die Stratigraphie des Saale-Komplexes.
Nach einer mehrjährigen Pause wurden im Jahre 1993 die Baggerarbeiten fortgesetzt und dadurch neue Aufschlüsse geschaffen. Zwei senkrechte Abraumschnitte konnten durch Panoramabilder fotografisch dokumentiert werden, das Panoramabild 1, Teil 1 bis Teil 9 und das Panoramabild 2, Teil 1 bis Teil 11. Sie zeigen die weitgespannte konkordante Lagerung der kaltzeitlichen Schichtenfolge oberhalb der sogenannten „Oberen Algenmudde“, dem Abschluss der warmzeitlichen Beckenfüllung, aber auch Dislokationen infolge von Rutschungen (Panoramabild 2). Für die Bestimmung der Dauer des Interglazials konnte durch Makroaufnahmen der Jahresschichtung in 22 Teilen eine verlässliche Grundlage geschaffen werden. Danach war das Interglazial für die Zeit des thermophilen (wärmeliebenden) Laubwaldes nur etwa 6.000 Jahre lang, eine andere Zählung sowie Abschätzung ergab für den gleichen Zeitraum 8.800 Jahre.
Für die Nachnutzung des Tagebaurestloches musste die Endböschung abgeflacht werden, deshalb war bis zum Jahr 1997 ein Großteil der Füllung des Beckens NN 1 mit Ausnahme der zentralen Bereiche abgetragen worden, weitere Untersuchungen am Anstehenden waren damit nicht mehr möglich. Inzwischen war aber eine weitere Senke, das Becken NN 2, angeschnitten worden, es wurde in den Jahren 2003 bis 2008 im Rahmen einer archäologischen Grabung freigelegt und untersucht. Schwerpunkte waren anfänglich die Lagerungsverhältnisse und die archäologischen Befunde sowie die Pollenanalyse.
Nach diesen Untersuchungen schien das Becken NN 2 jünger zu sein als das Becken NN 1, insbesondere durch Unterschiede in der Ausbildung der Sedimentabfolge. So fehlt die den warmzeitlichen Sedimenten aufliegende mächtige kaltzeitliche Schluffserie im Becken NN 1 und der weichselkaltzeitliche Schotter der Geisel lag diskordant auf den Beckensedimenten. Für das Becken NN 2 wurden in der Folge Hinweise auf weitere zwei Warmzeiten gesehen, eine weitere „intrasaalezeitliche“ und die Eem-Warmzeit. Demnach sollen in den Becken NN 1 und NN 2 also Sedimente von drei Warmzeiten enthalten sein. Abweichend davon ergab die Untersuchung der Ostrakodenfauna des Beckens NN 2 ein stark abweichendes Ergebnis, dieses wurde aber nicht berücksichtigt. Das Becken NN 2 ist nach der Ostrakodenfauna ein gleich altes Nebenbecken mit stark reduzierter Schichtfolge und die warmzeitlichen Sedimente sind älter als die Eem-Warmzeit.
Im Jahre 2007 wurde im Becken NN 2 während der archäologischen Ausgrabungen ein weiterer Schurf angelegt, der die gesamte Beckenfolge durchteufte, und von verschiedenen Fachwissenschaftlern untersucht. Das auflagernde fossilführende Lößderivat über den weichselkaltzeitlichen Schottern der Geisel (Profil D in sowie Profilabschnitt XI in) wurde dabei zwar beschrieben, aber weder in die Untersuchungen einbezogen noch wurden die schon vorliegenden Ergebnisse zur Ostrakodenfauna überhaupt erwähnt.
Die Lössfolge ist der derzeit einzige vollständige und oberhalb des Wasserspiegels des Geiseltalsees liegende Profilabschnitt, an dem weitere Untersuchungen möglich sind. Nach den Pollenanalysen hat die gesamte Folge im Becken NN 2 ein eemwarmzeitliches Alter. Unterstützung fand dies unter anderem durch parallel durchgeführte Analysen zur Paläomagnetik, bei der sich eine damals vorherrschende reverses Magnetisierung ergab, welche mit dem Blake Event zu Beginn der Eem-Warmzeit korreliert wurde.
Des Weiteren erbrachten verschiedene Lumineszenz-Datierungen (Thermoluminiszenz und Optisch stimulierte Lumineszenz) absolute Alterswerte, die ebenfalls für die Eem-Warmzeit sprechen. Trotz der auffallenden Unterschiede zwischen den Becken NN 1 und NN 2 bezüglich der Stratigraphie, der Pollen- und Molluskensukzession, der Faunenzusammensetzung und überdies der abweichenden Makroflora im Becken NN 1 sowie bestehender widersprüchlicher Ergebnisse wurde in einer quasi „amtlichen“ Mitteilung der Subkommission Quartärstratigraphie der Deutschen Stratigraphischen Kommission für die Becken NN 1 und NN 2 das eemwarmzeitliche Alter als erwiesen bezeichnet.
Unterstützt wurde diese Festlegung durch die Annahme, dass alle bei der flächendeckenden Prospektion Mitteldeutschlands im Zuge des Braunkohlenabbaus dokumentierten und über der Saale-Grundmoräne liegenden 39 Interglazialbecken ein eemwarmzeitliches Alter hätten. Die Diskussion über die stratigraphische Stellung der Warmzeit in den Becken von Neumark-Nord ist derzeit noch nicht beendet, denn außer der Ostrakodenfauna gibt es viele weitere Belege für eine separate Warmzeit zwischen der Saale-Vereisung und der Eem-Warmzeit.

## Tagebaubetrieb

### Geschichte

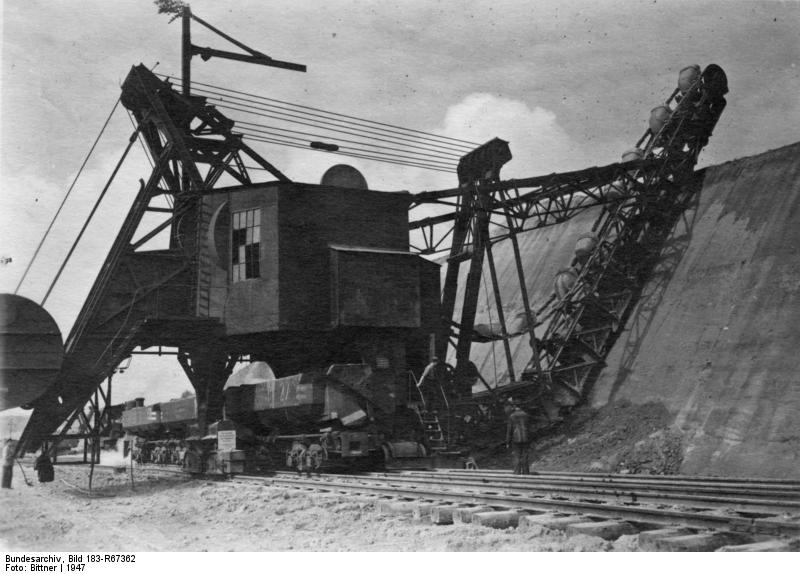
Abraumbagger bei Lützkendorf 1947

Der Abbau von Braunkohle ist erstmals für 1698 nahe dem Zöbigker Wäldchen bezeugt, ist aber höchstwahrscheinlich älter. Waren es anfangs nur zwölf kleinere Gruben, entstanden mit Beginn der industriellen Förderung im ausgehenden 19. Jahrhundert großflächige Fördergebiete, die alsbald zu einem der größten zusammenhängenden Tagebauareale Deutschlands wurden. Besonders Anfang des 20. Jahrhunderts entstanden einzelne, meist unabhängige Gruben (Elisabeth 1906, Großkayna 1907, Beuna 1907, Cecilie 1907, Rheinland 1908, Leonhardt 1910, Pfännerhall 1911). Zu den Pionieren und bis zum Ende des Zweiten Weltkriegs bedeutendsten Arbeitgebern im Geiseltal zählten die Michelwerke.
Im Zuge der Weiterverarbeitung der Kohle entstanden neun Brikettieranlagen. Die immensen Kohlevorkommen im Geiseltal und die günstigen Transportbedingungen führten auch dazu, dass sich hier mehrere Chemiebetriebe ansiedelten. 1916/1917 wurde das Ammoniakwerk Merseburg der BASF gebaut (die späteren Leuna-Werke). Sämtliche Bergbauunternehmen im Geiseltal gehörten ab dem Jahr 1919 dem Mitteldeutschen Braunkohlen-Syndikat an. 
Ab 1936 wurden die Buna-Werke gebaut, der weltweit erste Synthesekautschukproduzent. Die Wintershall AG baute ab 1936 das Mineralölwerk Lützkendorf zur Treibstoff- und Schmierölproduktion. Nach dem Zweiten Weltkrieg wurde der Abbau weiter intensiviert. Dabei kohlte der Tagebau Mücheln, gegründet 1949 durch Zusammenlegung mehrerer bereits bestehender Abbaufelder (u. a. Pauline, Elisabeth, Emma und Elise II), hauptsächlich das westliche Geiseltal aus, während die Tagebaue Großkayna, gegründet 1949 (aus der Grube Rheinland), und Kayna-Süd, gegründet 1948, im östlichen Teil förderten.
Der Abbaubetrieb stieß im Tagebau Großkayna bis in eine Tiefe von 130 m, im Tagebau Mücheln bis 70 m vor (natürliche Oberkante bei ca. 110 m ü. NN). Dabei wurden etwa 33 km² Landschaft und mindestens 16 dortige Ortschaften, z. B. Lützkendorf devastiert. Mit der Schließung des Tagebaus Mücheln 1993 endete die Kohleförderung im Geiseltal vollständig. Insgesamt wurden seit 1861 mehr als 1,4 Milliarden Tonnen Braunkohle gefördert, wobei etwa gleich viel (1,4 Milliarden m³) Abraum bewältigt werden mussten. Die dortigen Braunkohlevorräte gelten nach 300-jähriger Bergbaugeschichte als weitgehend erschöpft.
In den 1990er Jahren wurde der Tagebau Mücheln hauptsächlich an seinen Böschungskanten saniert, wobei rund 26 Millionen m³ Erdmasse bewegt wurden, um die Böschung abzuflachen. Anschließend wurde das Restloch ab dem 30. Juni 2003 zum Geiseltalsee geflutet, der am 26. April 2011 seinen Wasserhöchststand bei 98 m ü. NN erreichte. Der See hat nun eine Fläche von 18,9 km², womit er der zwölftgrößte See Deutschlands ist.
Der Tagebau Kayna-Süd wurde bereits 1972 stillgelegt und später rekultiviert, wodurch als Bergbaufolgelandschaft der Südfeldsee mit 2,6 km² Wasserfläche entstand. Die Abbauarbeiten im Tagebau Großkayna endeten 1965. Das Restloch wurde bis 1995 als Spüldeponie für Abfälle der Leuna- und Buna-Werke benutzt und danach zu einem 2,1 km² großen See geflutet (Runstedter See). Beide heutigen Seen sind durch einen bis zu 140 m hohen Kippendamm vom Geiseltalsee getrennt.
Seit dem Ende aller Tagebau-Arbeitsaktivitäten hat sich die Natur einen Teil dieses Refugium wieder zurückerobert. Durch die Lage des Geiseltals im Windschatten des Harzes besteht hier ein Mikroklima, das durch eine im Durchschnitt etwas höhere Jahresmitteltemperatur und eine relativ geringe Jahresniederschlagsmenge von etwa 500 mm charakterisiert ist. Es zählt zum Mitteldeutschen Trockengebiet. Auf dem sandigen Untergrund hat sich vor allem am Nordrand eine besondere Floren- und Faunengemeinschaft angesiedelt. Bekannt ist eine dort brütende Bienenfresserkolonie.
Der Geiseltalsee bietet auch Voraussetzungen für Weinbau; 2002 wurden die ersten Trauben geerntet (Spätburgunder, Cabernet und Müller-Thurgau).

### Devastierte Ortschaften
| Orte                                   | Jahr der Umsiedlung | Jahr der Devastierung |
| -------------------------------------- | ------------------- | --------------------- |
| Benndorf                               | 1953                | 1954                  |
| Eptingen                               | 1968                | 1975                  |
| Gehüfte                                | 1968                | 1975                  |
| Geiselröhlitz                          | 1967                | 1967                  |
| Gräfendorf                             | 1963                | 1966                  |
| Großkayna (anteilig)                   | 1963                | 1966                  |
| Kämmeritz                              | 1966                | 1967                  |
| Kleinkayna                             | 1963                | 1966                  |
| Körbisdorf                             | 1957                | 1958                  |
| Krumpa (teilweise)                     | 1961                | 1963                  |
| Lützkendorf                            | 1961                | 1963                  |
| Möckerling mit Wüstung Bündorf         | 1961                | 1964                  |
| Naundorf                               | 1954                | 1957                  |
| Neubiendorf (teilweise)                | 1964                | 1968                  |
| Neumark (alter Ortskern an der Geisel) | 1963                | 1966                  |
| Kolonie Neumark, Neumark-Ost           | 1968                | 1975                  |
| Petzkendorf                            | 1961                | 1968                  |
| Roßbach (anteilig)                     | 1963                | 1966                  |
| Runstedt                               | 1929                | 1931                  |
| Wernsdorf                              | 1956                | 1957                  |
| Zöbigker                               | 1968                | 1975                  |
| Zorbau                                 | 1968                | 1975                  |
| Zützschdorf                            | 1956                | 1957                  |

## Paläontologische und archäologische Funde

### Eozäne Funde (Geiseltalfauna)

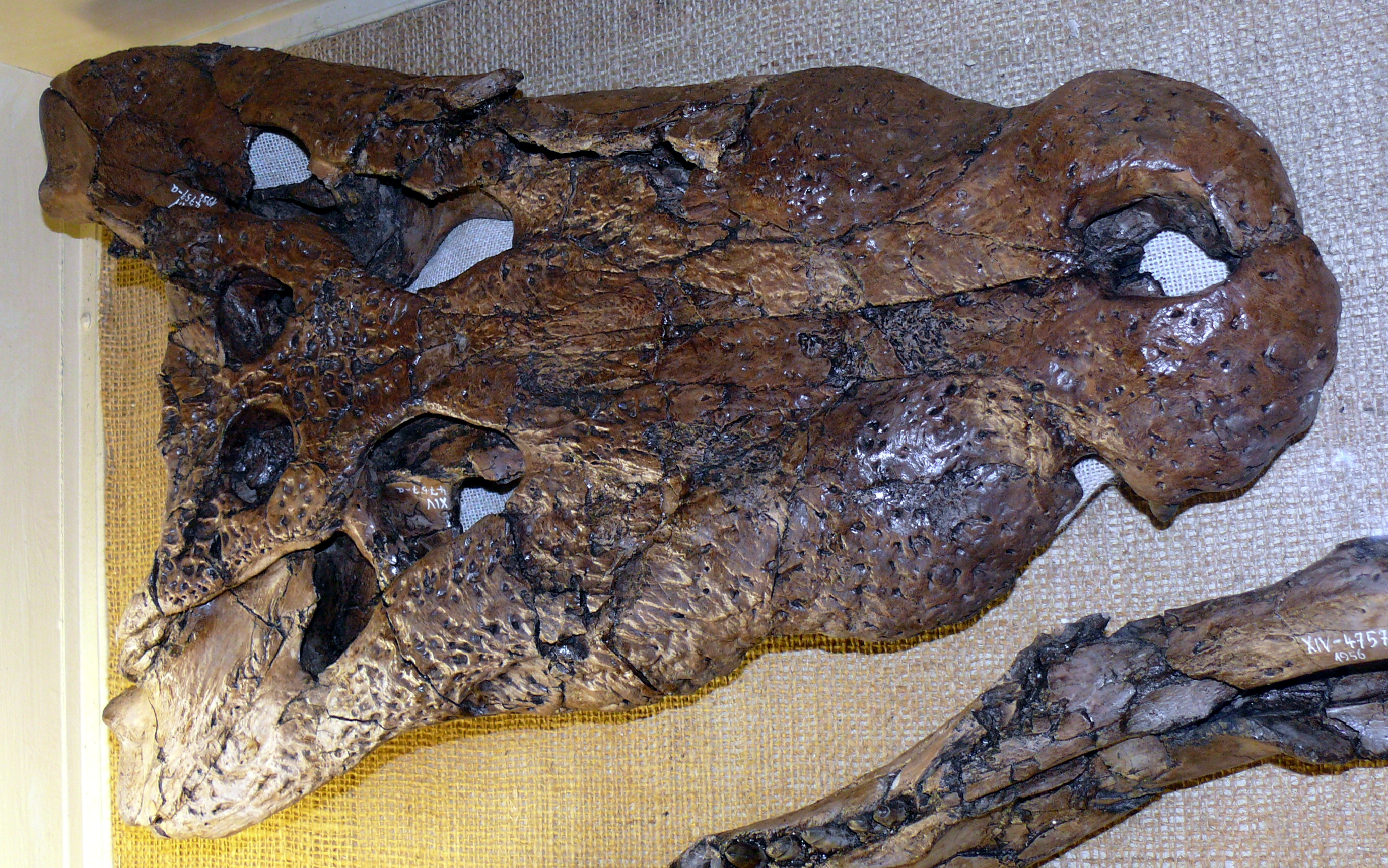
Schädel von Asiatosuchus

Die verschiedenen, insgesamt bis zu 120 m mächtigen Braunkohlenflöze enthielten hochwertige Fossilien des mittleren Eozäns, die 1914 erstmals beschrieben und seit 1925 auch in wissenschaftlichen Ausgrabungen geborgen wurden. Insgesamt umfasst der aus 59 Einzelfundstellen geborgene Komplex mehr als 30.000 Fossilfunde von bisher 125 beschriebenen Taxa, die zum Großteil zu den Wirbeltieren gehören. Damit gehört das Geiseltal neben der gleich alten Grube Messel bei Darmstadt zu einem der wichtigsten Fossilfundorte aus der Zeit vor etwa 45 Millionen Jahren.
Hervorzuheben ist das 1933 gefundene, vollständig erhaltene Urpferd Propalaeotherium von nur 60 cm Größe, das aus der Schicht der Oberen Mittelkohle stammt. Weitere gefundene fossile Taxa aus den Kohleschichten des Eozäns sind zum Beispiel Godinotia (fossile Lemuren), Lophiodon (ähnlich dem Tapir), Amphirhagatherium (ein früher Paarhufer), Oxyaenoides (Urraubtiere), Asiatosuchus (fossiles Krokodil), Geoemyda (Erdschildkröte), Trogulidae (fossile Weberknechte) und Psiloptera (Prachtkäfer). Überliefert sind hier nicht nur Skelettreste, sondern auch die bei taphonomischen Prozessen meist schnell vergänglichen Weichteile, wie Haut, Muskulatur, Haare, Federn und Blutkörperchen. Daneben gibt es auch sehr viele Überreste der Flora, teilweise mit erhaltenem Chlorophyll. Für die Bergung der fragilen Funde (die Braunkohle ist im bergfrischen Zustand mit bis zu 50 % Wasser gefüllt) wurde in den 1930er Jahren die Lackfilmmethode entwickelt.

### Pleistozäne Funde
Das Becken NN 1 enthielt eine überaus reiche und gut erhaltene Großsäugerfauna. Sie waren besonders häufig im Bereich der sogenannten Uferzonen im unteren Teil der warmzeitlichen Beckenfüllung. Besonders bemerkenswert sind Skelettreste von 20 Europäischen Waldelefanten, das fast vollständig erhaltene Skelett eines Auerochsen sowie Reste von drei Nashornarten: Waldnashorn, Steppennashorn und Wollnashorn. Außerdem fanden sich Reste von Wildrindern und Pferden, vom Rothirsch, Wolf und Bär, aber auch von Löwen und Hyänen. Aus dem oberen Teil, der sogenannten „gewarvten Feindetritusmudde“, wurden die Überreste von etwa 100 Damhirschen geborgen. Einige der Skelettfunde sind mit Werkzeugen aus Feuerstein assoziiert und beweisen damit menschliche Manipulationen. Die häufig vorkommenden Abschläge, die z. T. in der für Neandertaler typischen Levalloistechnik hergestellt wurden sind laut Gebrauchsspurenanalysen unter anderem zum Tranchieren verwendet worden.
Im Becken NN 2 waren vier archäologische Fundhorizonte ausgebildet, von denen zwei von größerer Bedeutung sind. Der unterste Hauptfundhorizont („Neumark-Nord 2/2“) entstand während der Frühphase der Eem-Warmzeit vor rund 125.000 Jahren. Untersucht auf mehr als 430 m² enthielt er ein Inventar aus tausenden Feuersteinartefakten in Levalloistechnik, dessen Geräte aber in der Regel einfache gebuchtete oder gezähnte Arbeitskanten aufwiesen. Vor allem am ehemaligen Seeuferbereich fanden sich über 115.000 Tierknochen, überwiegend von Wildrindern (Wisent und Auerochse), Pferden und Hirschen, aber auch vom Europäischen Waldelefanten, Nashorn, Bären und anderen Raubtieren. der überwiegende Teil der Knochen der Uferzone ist anthropogen stark zerschlagen und trägt Feuerspuren. Es wird angenommen, dass sie im Zusammenhang mit der Extraktion von Fett stehen. Der obere Hauptfundhorizont („Neumark-Nord 2/0“) lieferte auf einer untersuchten Fläche von über 600 m² ebenfalls mehrere tausend Feuersteinartefakte, die sich durch das Vorkommen von Keilmessern und anderen zweiflächig bearbeiteten Stücken charakterisieren. Hinzu kommt eine ähnlich hohe Anzahl an Tierknochen, bei denen ebenfalls Wildrinder, Wildpferd und Hirsche dominieren. Die Ablagerungen datieren mit einem Alter von gut 90.000 Jahren in den Beginn der Weichsel-Kaltzeit.
Aus dem Becken NN 3 wurden altpaläolithische Artefakte und tierische Reste geborgen. Außerdem wurden im Jahre 1953 im ehemaligen Abbaufeld Pfännerhall am Südrand des Geiseltals ein nahezu vollständiges Skelett eines etwa 60-jährigen Wollhaarmammuts („Mammut von Pfännerhall“) und Reste eines zehnjährigen Tieres geborgen. Sie waren nicht mit archäologischen Funden vergesellschaftet und lagen in Schottern der Unstrut, die im Frühabschnitt der Saale-Kaltzeit abgelagert wurden.
In einer 2021 publizierten Studie wurde argumentiert, dass mit Auftreten der Neandertaler in dieser Region – vor rund 125.000 Jahren – in dem von den Niederlanden bis nach Polen reichenden, dichten Laubmischwald große offene Flächen entstanden, teilweise aufgrund von Bränden, verursacht durch Aktivitäten der Neandertaler.

### Fundverbleib

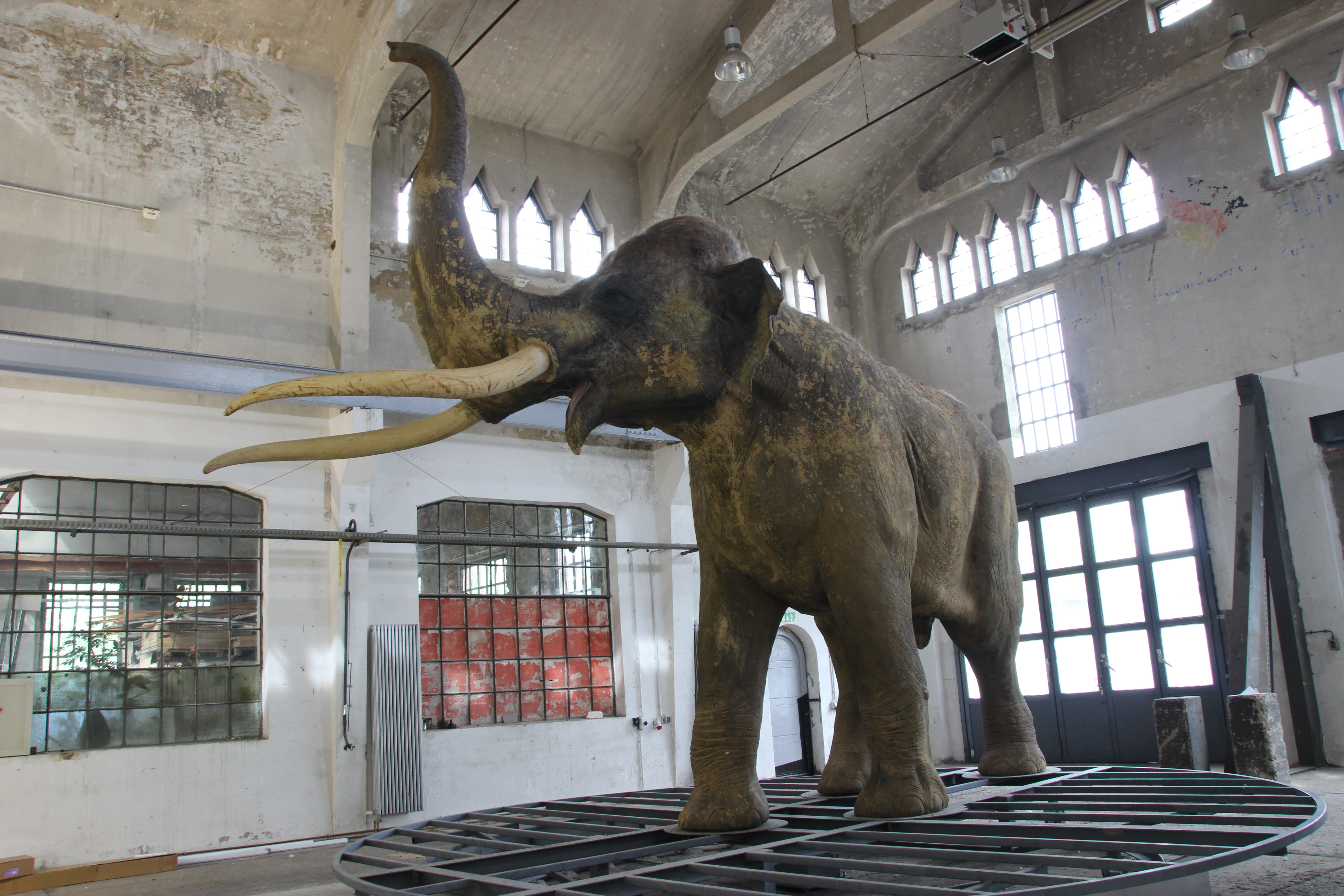
Die Rekonstruktion des Europäischen Waldelefanten in der Pfännerhall

Die Funde des Tertiärs sind heute im Geiseltalmuseum in Halle ausgestellt, die archäologischen und paläontologischen Reste aus dem Pleistozän, vor allem das Mammut von Pfännerhall und die nach 1985 geborgenen Fundkomplexe aus dem Abbaufeld Neumark-Nord, hingegen im Landesmuseum für Vorgeschichte in Halle. Daneben gibt es eine größere Kollektion von pleistozänen Fossilien aus der Zeit vor 1980, so Skelettreste vom Europäischen Waldelefanten, vom Höhlenlöwen und vom Mammut u. a. aus der ehemaligen Grube Elise II, welche sich im Museum für Naturkunde in Berlin befindet. Das Geiseltalmuseum ist seit dem 5. Mai 2018 wieder für Besucher geöffnet. Die Fossiliensammlung ist Teil des Zentralmagazins Naturwissenschaftlicher Sammlungen der Martin-Luther-Universität in Halle und soll langfristig zum Teil im neuen Naturkundlichen Universitätsmuseum ausgestellt werden.
Von März 2010 bis Januar 2011 waren die Grabungsfunde des Seebeckens Neumark-Nord 1 in einer Sonderausstellung mit dem Titel „Elefantenreich“ zu sehen. Darin und im zugehörigen Katalog wurde das Alter dieses Seebeckens in der Sichtweise des Archäologen Dietrich Mania mit 200.000 Jahren beziffert, was der eemzeitlichen Einstufung von etwa 120.000 Jahren durch das Landesamt für Geologie und Bergwesen Sachsen-Anhalt in Halle widerspricht. Ein Arbeitstreffen zum Thema „Paläoumwelt, Geochronologie und Archäologie der Fundstelle Neumark-Nord“ hatte vor Eröffnung der Ausstellung die amtliche geologische Einstufung erneut bestätigt.
Seit 2016 zeigt das „Zentrum für Zukunftstechnologie, Kunst und Design – Zentralwerkstatt Pfännerhall Geiseltal“ eine Rekonstruktion des Europäischen Waldelefanten (basierend auf dem Individuum 151/E8) im Rahmen seiner ständigen Ausstellung Fundort Pfännerhall. In dieser Ausstellung ist auch die zweite Replikation des Urpferds Propalaeotherium zu sehen. Das Original und die erste Replikation ist Teil der Sammlung des Geiseltalmuseums.